# Yongding (Longyan)
Yongding (chinesisch 永定区, Pinyin Yǒngdìng Qū) ist ein Stadtbezirk der bezirksfreien Stadt Longyan im Südwesten der chinesischen Provinz Fujian an der Grenze zur Provinz Guangdong. Er verwaltet ein Gebiet von 2.225 Quadratkilometern mit einer Einwohnerzahl von 325.880 (Stand: 2020).Yongding ist als Siedlungsgebiet der Hakka bekannt, deren Festungshäuser namens Tulou einzigartig sind.

## Geographie
Yongding liegt im Südwesten von Fujian und verwaltet ein Gebiet mit einer Nord-Süd-Ausdehnung von 80 Kilometern und einer West-Ost-Ausdehnung von 68 Kilometern. Es grenzt im Osten an Nanjing, Pinghe im Südosten, Dabu und Meixian im Südwesten, Shanghang im Nordwesten und Xinluo im Nordosten.
Yongding hat ein subtropisches Klima mit langen Sommern und kurzen Wintern. Die Jahresdurchschnittstemperatur liegt bei 20,1 °C und der jährliche Niederschlag bei durchschnittlich 1607 Millimetern, wobei es eine Trocken- und eine Regenzeit pro Jahr gibt. Pro Jahr gibt es durchschnittlich 305 frostfreie Tage und 1743 Sonnenstunden.

## Bevölkerung
Die Bevölkerung für Ende 2015 wurde auf 508.200 Personen in 153.400 Haushalten geschätzt. Die Bevölkerungszählung des Jahres 2000 hatte eine Gesamtbevölkerung von 411.587 Personen in 110.149 Haushalten ergeben, davon 213.180 Männer und 198.407 Frauen.
Yongding ist Zentrum der Volksgruppe der Hakka, deren Sprache in ganz Yongding und Umgebung gesprochen wird. Außerdem wohnen in Yongding Mitglieder von 23 nationalen Minderheiten vor allem von She, Tujia, Miao und Zhuang.

## Verwaltungsgliederung
Yongding wurde im Jahr 2015 vom Kreis zum Stadtbezirk erhoben. Auf Gemeindeebene setzt Yongding sich heute aus einem Straßenviertel, zwölf Großgemeinden und elf Gemeinden zusammen. Dies sind:
- Straßenviertel Fengcheng (凤城街道)
- Großgemeinden Kanshi (坎市镇), Xiayang (下洋镇), Hulei (湖雷镇), Gaobei (高陂镇), Fushi (抚市镇), Hukeng (湖坑镇), Peifeng (培丰镇), Longtan (龙潭镇), Fengshi (峰市镇), Chengjiao (城郊镇), Xianshi (仙师镇) und Hugang (虎岗镇)
- Gemeinden Xixi (西溪乡), Jinsha (金砂乡), Hongshan (洪山乡), Hushan (湖山乡), Qiling (岐岭乡), Guzhu (古竹乡), Tangbao (堂堡乡), Hexi (合溪乡), Daxi (大溪乡), Chendong (陈东乡), Gaotou (高头乡)[4]

Obengenannte Verwaltungseinheiten sind auf Dorfebene in 279 Dörfer untergliedert. Der Sitz der Regierung von Yongding befindet sich im Straßenviertel Fengcheng.

## Kultur
Yongding ist berühmt für seine Tulou, von denen mehr als 20.000 über das Gebiet des Bezirks verteilt sind und die zum UNESCO-Welterbe ernannt wurden. Die Wände der Tulou bestehen aus einer Mischung aus Erde, Kalk, gekochtem Klebreis und braunem Zucker mit Holzstreifen, Gras und Bambus als Rahmen. Sie wurden gebaut, um starken Winden, Erdbeben und Feinden zu widerstehen.
Das Gebirgsdorf mit seinen besonderen Hausbauten ist einzigartig in der Welt. Der Baukomplex in Yongding zeichnet sich durch seine lange Geschichte und die riesigen Ausmaße aus. Er besteht aus zahlreichen runden und viereckigen Bauten mit jeweils etwa 360 bis 400 Räumen.
Anfangs wurden nur Rundtürme (yuanlou) gebaut. Später kamen die quadratischen Türme (fanglou) hinzu. Sie wurden aus Stampflehm errichtet und hatten bis zu fünf Stockwerke. Innen bestanden die Gebäude aus einem konzentrischen Ring aus niedrigeren Gebäuden und einem Innenhof.